# Fortuna (gra planszowa)
Fortuna – polska gra planszowa wydana w 1984 przez Spółdzielnię Rzemieślniczą „Żoliborz”. Zasady gry są zbliżone do Monopoly. Gra przedstawia realia Warszawy z początku XX wieku, nazwy poszczególnych parceli są autentycznymi nazwami obiektów istniejących w Warszawie w tamtym okresie.
Gra została wyróżniona przez magazyn Świat Młodych jako Gra Roku 1985.

## Zasady gry
Zasady gry są zbliżone do innych gier planszowo-pieniężnych. Na planszy do gry znajdują się 44 pola.
W grze zastosowano dość interesującą mechanikę poruszania się po planszy. Każdy z graczy otrzymuje komplet kartoników (zwanych żetonami) z kolejnymi liczbami od 1 do 12. W każdym ruchu gracz sam wybiera, o ile pól chce przesunąć pionek, a następnie zakrywa żeton z wybraną liczbą. Wyboru liczby pól dokonuje się tylko spośród odkrytych żetonów, zatem w każdym kolejnym ruchu wybór jest coraz mniejszy. Po wykorzystaniu wszystkich 12 żetonów gracz ponownie otrzymuje pełną pulę ruchów (odkrywa wszystkie kartoniki).

## Parcele
Na planszy znajduje się 31 parceli, w tym 22 hotele (m.in. Savoy, Bristol), 3 dworce kolejowe (Wiedeński, Petersburski i Terespolski), 4 restauracje i 2 obiekty użyteczności publicznej (Stacja Filtrów i Elektrownia „Powiśle”).